# Miasta Gwatemali
Według danych oficjalnych pochodzących z 2005 roku Gwatemala posiadała ponad 100 miast o ludności przekraczającej 10 tys. mieszkańców. Stolica kraju Gwatemala jako jedyne miasto liczyło ponad pół miliona mieszkańców; 3 miasta z ludnością 100÷500 tys.; 8 miast z ludnością 50÷100 tys.; 21 miasto z ludnością 25÷50 tys. oraz reszta miast poniżej 25 tys. mieszkańców.
W 1988 ludność miejska stanowiła 34,3% ogółu ludności Gwatemali.

## Największe miasta w Gwatemali
Największe miasta w Gwatemali według liczebności mieszkańców (stan na 01.01.2005):
| L.p. | Miasto         | Departament    | Liczba ludności |
| ---- | -------------- | -------------- | --------------- |
| 1.   | Gwatemala      | Gwatemala      | 964 823         |
| 2.   | Mixco          | Gwatemala      | 297 039         |
| 3.   | Villa Nueva    | Gwatemala      | 218 294         |
| 4.   | Quetzaltenango | Quetzaltenango | 112 121         |
| 5.   | Escuintla      | Escuintla      | 69 311          |
| 6.   | Amatitlán      | Gwatemala      | 61 562          |
| 7.   | Chinautla      | Gwatemala      | 61 520          |
| 8.   | Cobán          | Alta Verapaz   | 59 428          |
| 9.   | Chimaltenango  | Chimaltenango  | 48 902          |
| 10.  | Mazatenango    | Suchitepéquez  | 46 968          |

## Alfabetyczna lista miast w Gwatemali
Spis miast Gwatemali powyżej 10 tys. mieszkańców według spisu ludności z 2005 roku:
- Almolonga
- Alotenango
- Amatitlán
- Antigua Guatemala
- Asunción Mita
- Ayutla
- Barberena
- Cantel
- Chajul
- Chicacao
- Chichicastenango
- Chimaltenango
- Chinautla
- Chiquimula
- Chiquimulilla
- Chisec
- Gwatemala
- Ciudad Vieja
- Coatepeque
- Cobán
- Colomba
- Comitancillo
- Cuilapa
- El Estor
- El Palmar
- El Tejar
- Escuintla
- Esquipulas
- Flores
- Fraijanes
- Gualán
- Guastatoya
- Huehuetenango
- Jacaltenango
- Jalapa
- Jocotenango
- Jutiapa
- La Democracia
- La Esperanza
- La Gomera
- Livingston
- Malacatán
- Mazatenango
- Melchor de Mencos
- Mixco
- Momostenango
- Morales
- Nahualá
- Nebaj
- Nueva Concepción
- Nuevo San Carlos
- Olintepeque
- Palencia
- Palín
- Panajachel
- Panzós
- Patulul
- Patzicía
- Patzún
- Petapa
- Poptún
- Puerto Barrios
- Quetzaltenango
- Retalhuleu
- Salamá
- Salcajá
- San Andrés Itzapa
- Sanarate
- San Benito
- San Cristóbal Verapaz
- San Francisco El Alto
- San Francisco Zapotitlán
- San José (Puerto San José)
- San José Pinula
- San Juan Comalapa (Comalapa)
- San Juan Ostuncalco (Ostuncalco)
- San Juan Sacatepéquez
- San Lucas Sacatepéquez
- San Lucas Tolimán
- San Marcos
- San Pablo
- San Pablo Jocopilas
- San Pedro Ayampuc
- San Pedro Carchá
- San Pedro Sacatepéquez
- San Pedro Sacatepéquez
- San Sebastián
- Santa Catalina la Tinta
- Santa Catarina Pinula
- Santa Cruz Barillas (Barillas)
- Santa Cruz del Quiché
- Santa Lucía Cotzumalguapa
- Santa María de Jesús
- Santiago Atitlán
- Santiago Sacatepéquez
- Sololá
- Sumpango
- Tecpán Guatemala
- Tiquisate (Pueblo Nuevo Tiquisate)
- Totonicapán
- Villa Canales
- Villa Nueva
- Zacapa